# فايداس سلافيسكاس
فايداس سلافيسكاس (26 فبراير 1986 بماريامبوله في ليتوانيا - ) هو لاعب كرة قدم ليتواني في مركز الدفاع. شارك مع منتخب ليتوانيا تحت 21 سنة لكرة القدم ومنتخب ليتوانيا لكرة القدم. أما مع النوادي، فقد لعب مع نادي إكراناس ونادي بياترا نيامتس ونادي سودوفا ماريامبوله.

## وصلات خارجية
- فايداس سلافيسكاس على موقع الاتحاد الأوربي (الإنجليزية)
- فايداس سلافيسكاس على موقع قاعدة بيانات كرة القدم.إي يو (الإنجليزية)
- فايداس سلافيسكاس على موقع ناشيونال فوتبول تيمز (الإنجليزية)
- فايداس سلافيسكاس على موقع Soccerway.com (الإنجليزية)
- فايداس سلافيسكاس على موقع عالم كرة القدم.نت (الإنجليزية)